# Tököls flygplats
Tököls flygplats (ungerska: Tököli repülőtér) är en flygplats i Ungern. Den ligger i provinsen Pest, i den centrala delen av landet, 17 km söder om huvudstaden Budapest. Tököls flygplats ligger 101 meter över havet.